# Маргерита д’Есте (1619 – 1692)
Вижте пояснителната страница за други личности с името Маргерита д'Есте.
Маргерита д’Есте (на италиански: Margherita d'Este; * 1619, Модена, Херцогство Модена и Реджо; † 12 ноември 1692, Мантуа, Херцогство Мантуа) от рода Есте, е принцеса на Модена и Реджо и чрез женитба херцогиня на Гуастала (1647 – 1678).

## Произход
Тя е дъщеря на Алфонсо III д’Есте (1591 – 1644), херцог на Мантуа, и на Изабела Савойска (1591 – 1626). Нейни дядо и баба по бащина линия са Чезаре д’Есте, херцог на Модена и Реджо, и Вирджиния де Медичи, а по майчина – херцог Карл Емануил I Савойски и Каталина Австрийска. Има девет братя и три сестри:
- Чезаре (1609 – 1613)
- Франческо I (1610 – 1658), херцог на Модена и Реджо, съпруг на сестрите Мария Катерина и Витория Фарнезе
- Опицоне ̈(Обицо) (1611 – 1644), епископ на Модена
- Анджела Мария Катерина (1613 – 1635)
- Чезаре (1614 – 1677)
- Алесандро (1615)
- Карло Алесандро (1616 – 1679)
- Риналдо (1618 – 1672), кардинал
- Беатриче Франческа (1619 – 1622)
- Филиберто (1624 – 1645)
- Бонифачо (1624)
- Анна Беатриче (1626 – 1690), херцогиня на Мирандола като съпруга на Алесандро II Пико

## Брак и потомство
∞ 25 юни 1647 за Феранте III Гонзага ди Гуастала (* 4 април 1618, † 11 януари 1678), херцог на Гуастала, от когото има трима сина и три дъщери:
- Изабела Гонзага ди Гуастала († 1653)
- Риналдо Гонзага ди Гуастала (* 1652, † 1657)
- Чезаре Гонзага ди Гуастала (* 1653, † 1666)
- Анна Изабела Гонзага ди Гуастала (* 12 февруари 1655, † 11 август 1703), ∞ 1670 за херцог Фердинандо Карло Гонзага-Невер (1652 – 1708), херцог на Мантуа и Монферат, от когото няма деца
- Мария Витория Гонзага ди Гуастала (* 9 септември 1659, † 5 септември 1707), ∞ 1679 за Винченцо Гонзага (1634 – 1714), херцог на Гуастала от 1692 г., от когото има 1 син и 3 дъщери
- Винченцо Гонзага ди Гуастала (†1665/66)